# Понс, Лили
Лили (Алиса Жозефина) Понс (фр. Lily Pons, Alice Joséphine Pons; 12 апреля 1898[…], Драгиньян — 13 февраля 1976[…], Даллас) ― французская и американская оперная певица (колоратурное сопрано).

## Биография
Понс начинала свою музыкальную карьеру как пианистка, в возрасте пятнадцати лет окончив Парижскую консерваторию. Обладая хорошим голосом, во время Первой мировой войны Понс выступала в госпиталях с концертами не только как пианистка, но и как певица. По совету Дины Боймер она стала брать уроки пения у Альберти де Горостьяга в Париже.
Оперный дебют Понс состоялся в 1928 году в Мюлузе, где она спела партию Лакме в одноимённой опере Делиба, в течение последующих лет она выступала на сценах французских провинциальных оперных театров. В 1930 году импресарио Джованни Дзенателло пригласил её в США, где она была принята в труппу Метрополитен-опера на место ушедшей со сцены Амелиты Галли-Курчи. Дебют Понс в Метрополитен-опера состоялся 3 января 1931 года в опере Доницетти «Лючия ди Ламмермур». Это исполнение вызвало сенсацию среди публики и критиков, и в течение следующих 28 лет (вплоть до окончания певческой карьеры) Понс спела более чем в 300 спектаклях на сцене Метрополитен. Понс много гастролировала в Европе и Южной Америке, делала записи и снималась в фильмах-операх.
Она также имела успешную и прибыльную карьеру в качестве концертной певицы, имела успех вплоть до ухода со сцены в 1973 году. С 1935-37 она приняла участие в съёмках трёх музыкальных фильмов для RKO Pictures. Она также много раз появлялась на радио и телевидении, выступая в различных программах, таких как «Эд Салливан», «Колгейтский комедийный час» и «Дейв Гарроуэй».
Понс также имела титул культурной иконы. Её интервью о моде и устройстве дома часто появлялись на страницах модных журналов. Лили появлялась на публике и как рекламное лицо многих компаний, самые яркие из них: реклама самолётов Lockheed, желатина Knox и томатного сока Либби. Журнал о классической музыке «Opera News» сравнивал её с Лучано Паваротти за успешное умение использовать средства массовой информации во благо своей популярности.
Наибольшее признание Понс получила в мае 1972 года. СМИ объявило о её выходе на пенсию и почти прощальном концерте в Линкольн-центре под управлением её бывшего мужа — Андре Костеланца. Билеты на концерт были раскуплены в течение получаса, а программа концерта включала в себя лишь произведения, подходящие для диапазона 74-летней выдающийся певицы. Из всех своих ранних работ она исполнила лишь «Estrellita» и на заключительной ноте была оглушена аплодисментами.
Последней главной ролью стала роль Виолетты в опере «Травиата». Она исполнила её в Опере Сан-Франциско.
Муж — композитор Андре Костеланец (Абрам Наумович Костелянец).
В возрасте 77 лет она умерла от рака поджелудочной железы. Её останки были возвращены на родину для похорон в Cimetière du Grand Jas в Каннах.
Похоронена на каннском кладбище Гран-Жас.

## Творчество
Понс обладала чистым, гибким и подвижным голосом, блестяще владела техникой колоратуры, что позволяло ей исполнять сложнейшие партии сопранового репертуара, среди которых ― Розина («Севильский цирюльник» Россини), Джильда («Риголетто» Верди), Мария («Дочь полка» Доницетти), Филина («Миньон» Тома), Олимпия («Сказки Гофмана» Оффенбаха).